# Annona cristalensis
Annona cristalensis este o specie de plante angiosperme din genul Annona, familia Annonaceae. A fost descrisă pentru prima dată de  Brother Alain, și a primit numele actual de la Attila L. Borhidi och Milagros Moncada Ferrera. A fost clasificată de IUCN ca specie vulnerabilă. Conform Catalogue of Life specia Annona cristalensis nu are subspecii cunoscute.